# خوليو نافارو (لاعب كرة قاعدة)
خوليو نافارو (بالإنجليزية: Julio Navarro)‏ هو لاعب كرة قاعدة أمريكي، ولد في 9 يناير 1936 في فيكويس في الولايات المتحدة، وتوفي في 24 يناير 2018 في أورلاندو في الولايات المتحدة بسبب مرض آلزهايمر.

## وصلات خارجية
- خوليو نافارو على موقعبيزبول رفرنس.كوم (الدوري الرئيسي) (الإنجليزية)
- خوليو نافارو على موقع جمعية أبحاث البيسبول الأمريكية (الإنجليزية)